# Kärrsjön (Västerhaninge socken, Södermanland)
Kärrsjön är en sjö i Haninge kommun i Södermanland som ingår i Tyresån-Trosaåns kustområde. Sjön har en area på 0,0539 kvadratkilometer och ligger 54,4 meter över havet.

## Allmänt
Sjön, som en gång i tiden ingick i Ektorps ägor ligger på Södertörn och ingår i Tyresåns sjösystem. Sjön passeras av Sörmlandsleden, ett vandringsledssystem med cirka 100 km märkta spår. Närmaste "knutpunkter" längs leden är (i väster) Lida friluftsgård, (i öster) torpet Paradiset, samt (i nordväst) Flemingsbergs station och Huddinge station.

## Bilder

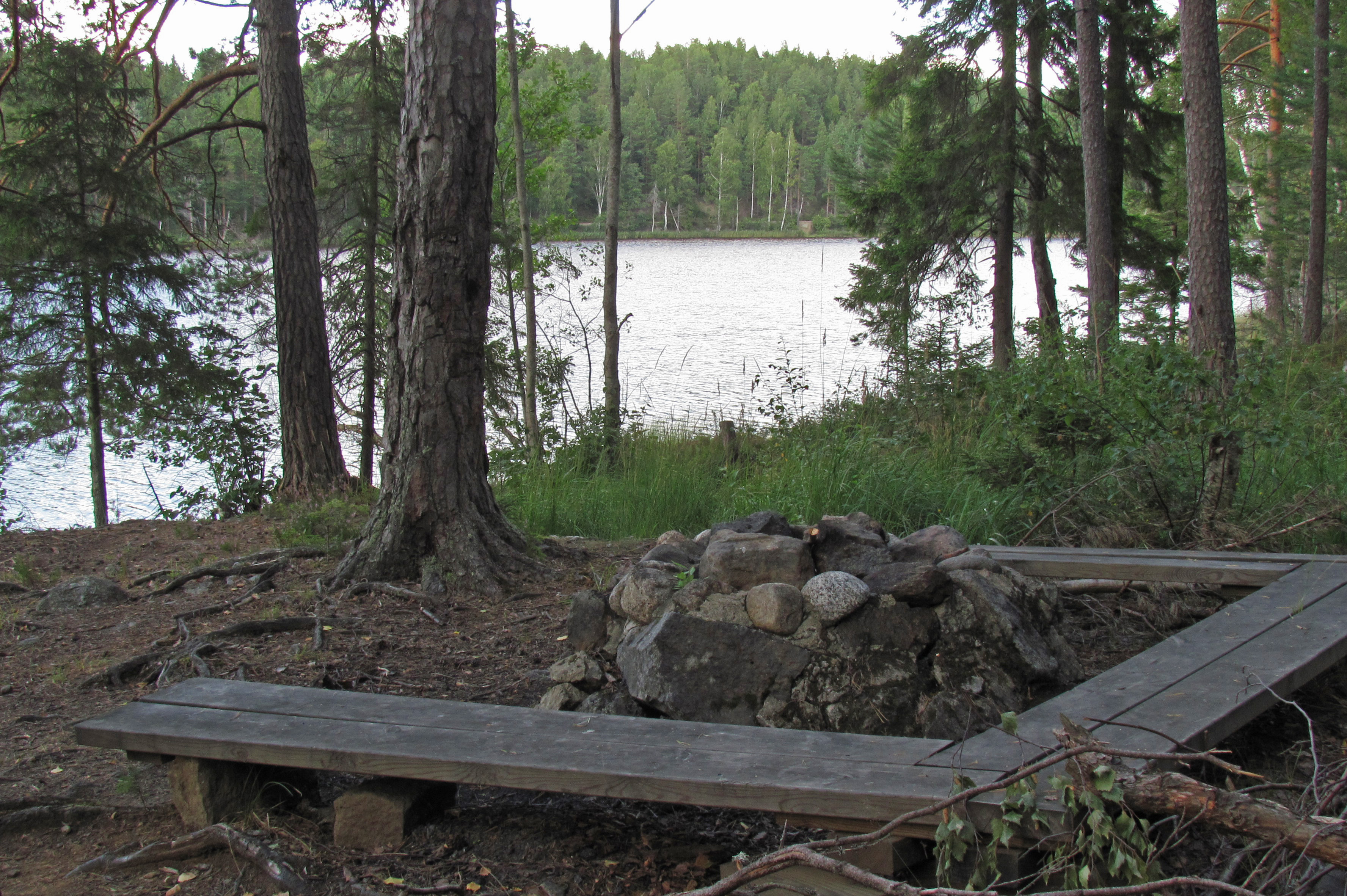
Rastplats vid Kärrsjöns södra strand

## Delavrinningsområde
Kärrsjön ingår i delavrinningsområde (656137-162160) som SMHI kallar för Ovan Axån. Medelhöjden är 60 meter över havet och ytan är 34,21 kvadratkilometer. Det finns inga avrinningsområden uppströms utan avrinningsområdet är högsta punkten. Avrinningsområdets utflöde Saxbroån mynnar i havet. Avrinningsområdet består mestadels av skog (74 procent) och öppen mark (10 procent). Avrinningsområdet har 0,87 kvadratkilometer vattenytor vilket ger det en sjöprocent på 2,7 procent.